# PREDICT
PREDICT — международная исследовательская программа в области эпидемиологии, финансируемая на гранты правительственного агентства США USAID. Изначально запущена в 2009 году в рамках программы Emerging Pandemic Threats (Зарождающиеся пандемические угрозы). Руководитель программы — профессор и директор Института здоровья Университета Калифорния (Дэвис) Йонна Мазет Jonna Mazet.

## История
Программа PREDICT была начата в 2009 году в ответ на вспышку нового высокопатогенного подтипа гриппа H5N1 (птичий грипп), произошедшую в 2005 году. Разработкой программы и надзором занимался Деннис Кэрролл (англ. Dennis Carroll), директор подразделения новых угроз USAID. Пост всемирного директора программы заняла эпидемиологист Jonna Mazet из Калифорнийского университета в Дейвисе Данная программа стала одним из четырех проектов «Зарождающихся пандемических угроз» USAID наряду с RESPOND, IDENTIFY, PREVENT..
В первые 10 лет действия программы PREDICT (с 2009 по 2019 годы) было получено более 140 тысяч биологических образцов от различных животных (потенциальных естественных резервуаров, в том числе более 10 тысяч от летучих мышей и 2 тысяч от иных млекопитающих. Команды эпидемиологистов и ветеринаров обнаружили более 1200 вирусов, потенциально заражающих человека и могущих вызывать эпидемии, в том числе более 160 новых коронавирусов. Поиск новых вирусов проводился в районах с высоким биоразнообразием, плотными поселениями человека и природными условиями, способствующими распространению заболеваний, в том числе частыми контактами между человеком и животными. Программа PREDICT среди прочего проводилась в районе бассейна реки Амазон, в бассейне реки Конго и регионах южной и юго-восточной Азии.
Подход к поиску вирусов в рамках программы PREDICT и в деятельности других агентств критиковался как неэффективный для предотвращения новых пандемий. Один из вирусологов отмечал, что простого классифицирования и каталогизирования вирусов недостаточно, так как события перехода вирусов от животных к человеку часто происходят неожиданно и трудно предсказуемы. Кроме того, вирусы обладают повышенной изменчивостью генетического кода, что приводит к гибели одних штаммов и к переходу других штаммов между видами-хозяевами. По мнению эпидемиолога Ричарда Эбрайда (Университет Ратгерса) программа не принесла существенных результатов, полезных для борьбы с новой коронавирусной пандемией или в целях разработки вакцины.
Среди успешных результатов программы PREDICT — обнаружение нового вида вирусов Эбола, Bombali ebolavirus, в июле 2018 года.
Партнерской организацией для программы был альянс EcoHealth Alliance.

## Финансирование и закрытие
Финансирование программы PREDICT производилось в рамках пятилетних циклов, и за период 2009—2019 было выделено около 200 миллионов долларов США. Полевые работы в рамках программы были завершены в конце сентября 2019 года после исчерпания фондов, и программа была закрыта в марте 2020 года администрацией президента Д.Трампа, вместе с прекращением финансирования иных программ глобальной безопасности в области здоровья.
В феврале 2020 года сенаторы США А. Кинг и Э. Уоррен критиковали прекращение финансирования программы PREDICT, отметив что появление 2019-nCoV (SARS-CoV-2) усиливает потребность в надежном, скоординированном и проактивном реагировании на возникающие пандемии, подобном одной из ролей данной программы. Сенаторы заявили о необходимости усиления программ, подобных PREDICT, на фоне развития коронавирусной болезни 2019.
1 апреля 2020, вслед за быстрым распространением COVID-19 в США, агентство USAID выделило 2.26 миллиона долларов США для экстренного продления программы на 6 месяцев; по заявлению Калифорнийского университета в Дейвисе данное продление позволит проводить работы по обнаружению заболеваний, вызываемых вирусом SARS CoV-2 в Африке, Азии и на Ближнем Востоке, а также по исследованию животных источников вируса SARS CoV-2 по данным и образцам, собранным за 10 лет действия программы в Азии и Юго-Восточной Азии.